# Àcid estercúlic
L'àcid estercúlic, el qual nom sistemàtic és àcid 8-(2-octilciclopropen-1-il)octanoic, és un àcid carboxílic de cadena lineal amb devuit àtoms de carboni que conté un anell de tres carbonis juntament amb un doble enllaç al carboni 8 de la cadena principal, la qual fórmula molecular és {\displaystyle {\ce {C19H34O2}}}. En bioquímica és considerat un àcid gras.

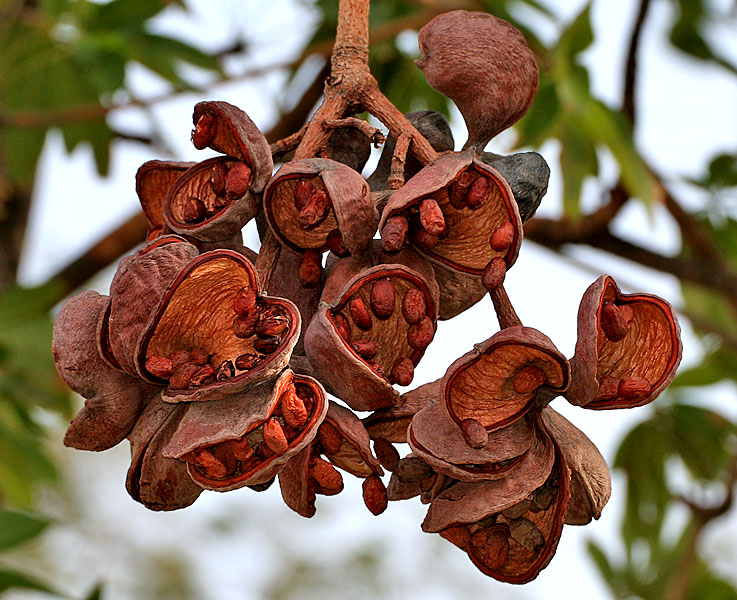
Llavors dSterculia foetina

Té un punt de fusió de 18,2–18,3 °C. Aquest àcid fou aïllat per primera vegada el 1952 per J.R. Nunn a partir de l'oli de les llavors de Sterculia foetida, d'on se'n derivà el nom comú àcid estercúlic. Aquesta descoberta inicià la recerca d'àcid estercúlic en altres llavors i d'altres àcids grassos amb ciclopentens. Les plantes les quals llavors tenen una més alta proporció d'àcid estercúlic són: Durio zibethinus (39–78 %); Sterculia foetida (44–65 %); Bombacopsis glabra (34–64 %); Bombax oleagineum (30 %); Bombacopsis glabra (30 %); Gnetum scandens (29 %), etc.
Com d'altres àcids grassos que contenen ciclopropens és tòxic. L'oli de llavors de cotó (Gossypium hirsutum i Gossypium herbaceum), emprat en alimentació, en conté entre un 0,3 i 0,8 %, però els tractaments al qual se'l sotmet rebaixen aquesta proporció a nivells per sota del llindar de toxicitat.